# Región de Zanzíbar Sur y Central
Zanzíbar Central/Sur es una de las treintaiuna regiones administrativas en las que se encuentra dividida la República Unida de Tanzania, localizada dentro de la isla de Zanzíbar. Su capital es la ciudad de Koani.

## Distritos
Esta región se encuentra subdividida internamente en tan solo un par de distritos, a saber:
- Kati
- Kusini

## Territorio y población
La región de Zanzíbar Central y Meridional tiene una extensión de 854 kilómetros cuadrados. Además, en esta región viven 195.873 personas. La densidad poblacional es de 229'3 habitantes por kilómetro cuadrado.
- Datos: Q643120
- Multimedia: Unguja Central South Region / Q643120